# Eugenia barbosae
Eugenia barbosae là một loài thực vật có hoa trong Họ Đào kim nương. Loài này được Barb.Rodr. ex Chodat & Hassl. mô tả khoa học đầu tiên năm 1907.